# Kelokedara
Kelokedara (griechisch Κελοκέδαρα) ist eine Gemeinde im Bezirk Paphos in der Republik Zypern. Bei der Volkszählung im Jahr 2021 hatte sie 139 Einwohner.
Im Dorf befinden sich die Kirche Agios Georgios und die Kapelle der Erzengel Gabriel und Michael.

## Lage und Umgebung

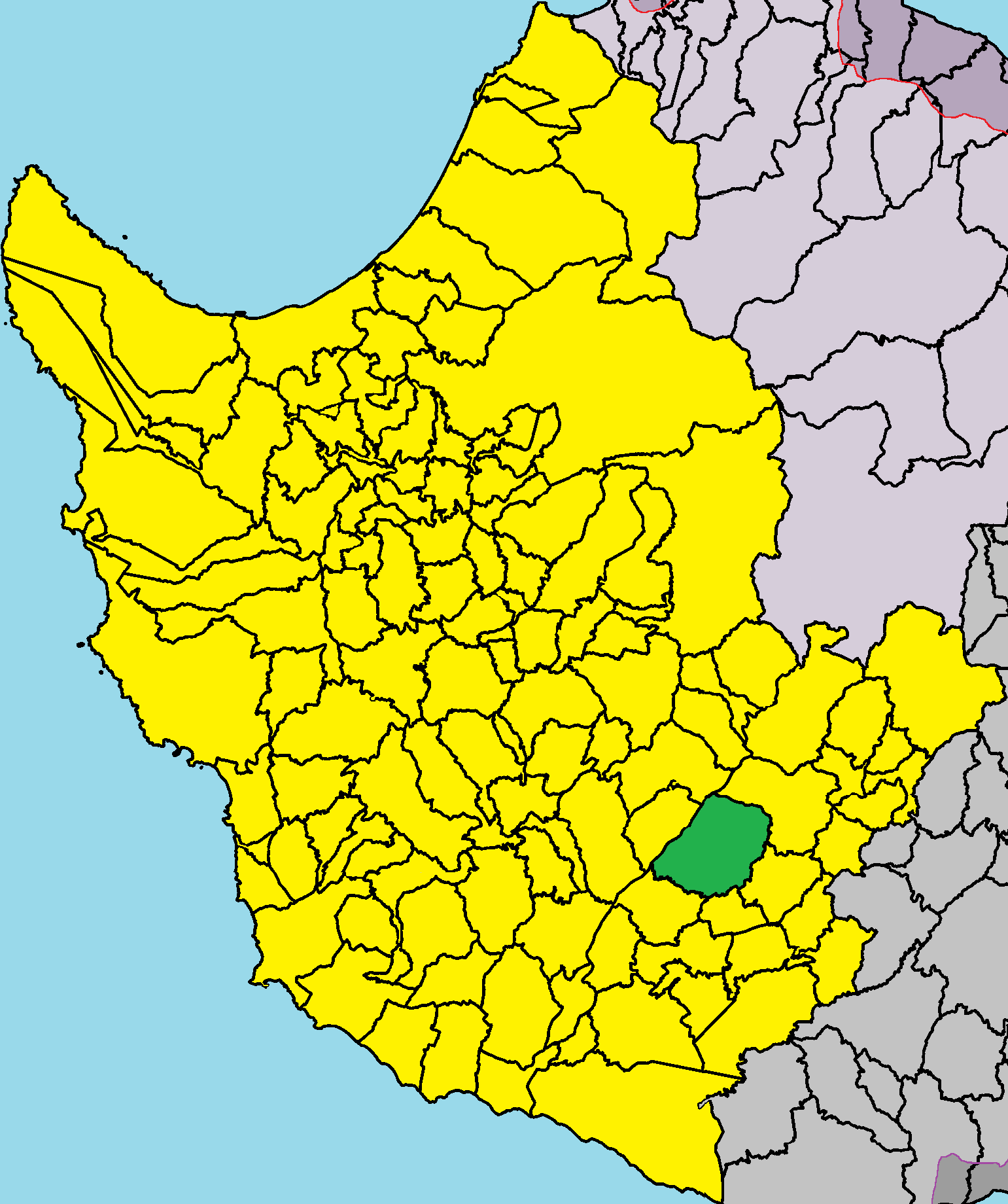
Lage im Bezirk Paphos

Kelokedara liegt zwischen dem Berg Paoura und dem Tal des Xeropotamos im Osten des Bezirks Paphos auf der Mittelmeerinsel Zypern auf einer Höhe von etwa 485 Metern, etwa 35 Kilometer nordöstlich von Paphos, 64 km nordwestlich von Limassol und 114 km südwestlich von Nikosia. Das 17,1251 Quadratkilometer große Dorf grenzt im Norden an Pentalia, im Norden und Osten an Salamiou, im Osten an Trachypedoula, im Süden an Agios Georgios und Stavrokonnou und im Westen an Agia Marina Kelokedaron. Das Dorf liegt an der Straße F617.

## Geschichte
Bis in die 1970er und 1980er Jahre war das Dorf Kelokedara das Zentrum der weiteren Region und wurde von den Bewohnern der nahegelegenen Dörfern besucht, da es über die gesamte Infrastruktur verfügte. Später begannen aber die jungen Menschen, in den städtischen Gebieten nach Arbeit zu suchen.

### Bevölkerungsentwicklung
Derzeit sinkt die Bevölkerung aufgrund der Urbanisierung. Die folgende Tabelle zeigt die Bevölkerung des Dorfes, wie sie in den in Zypern durchgeführten Volkszählungen erfasst wurde.
| Jahr      | 1881 | 1891 | 1901 | 1911 | 1921 | 1931 | 1946 | 1960 | 1976 | 1982 | 1992 | 2001 | 2011 | 2021 |
| Einwohner | 294  | 325  | 398  | 475  | 545  | 586  | 684  | 758  | 700  | 493  | 310  | 227  | 193  | 139  |